# Santuario della Madonna del Bagno (Deruta)
Il santuario della Madonna del Bagno si trova in località Casalina nel comune di Deruta.

## Storia

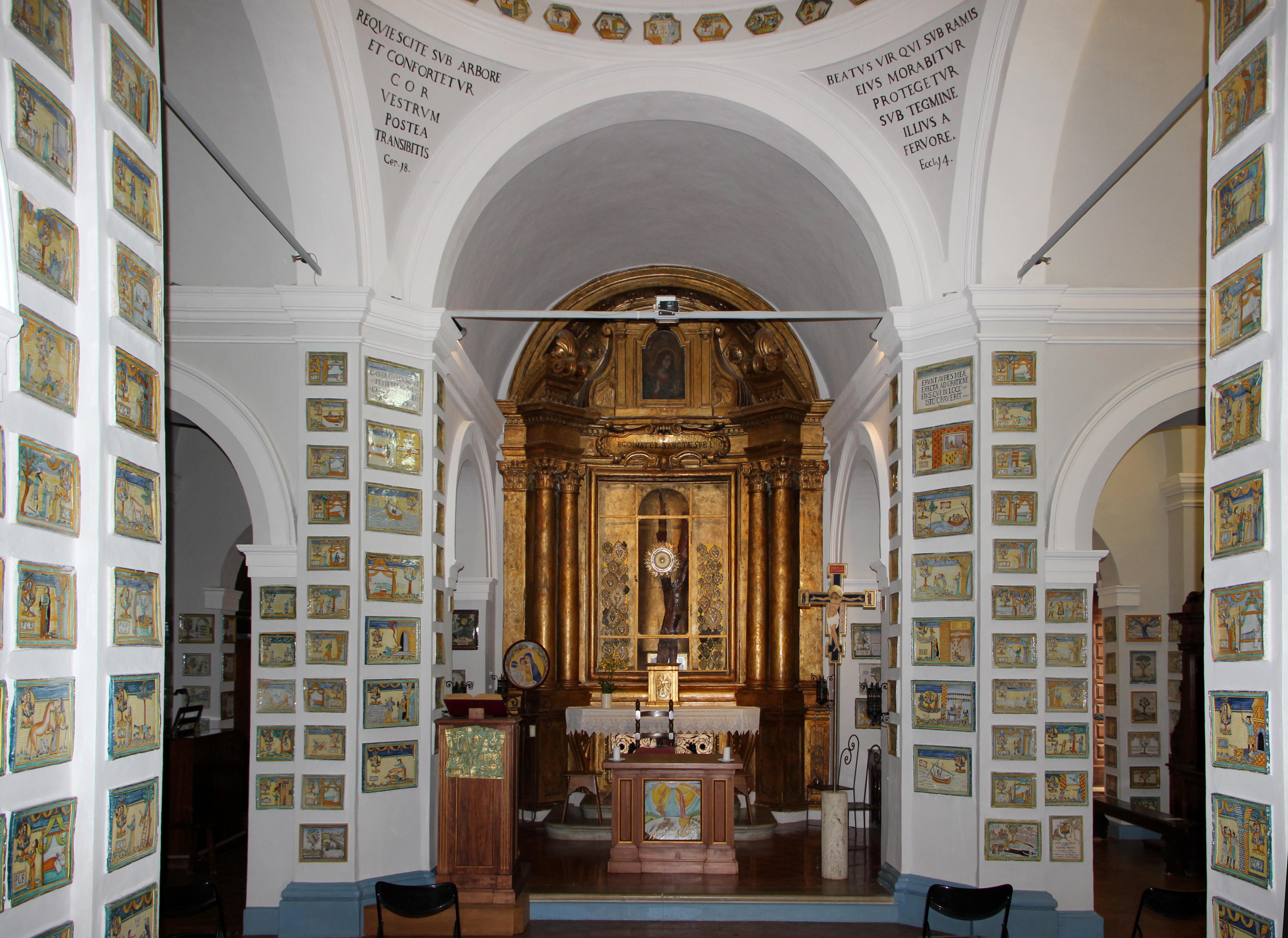
Interno del Santuario

Intorno alla metà del XVII secolo un frate cappuccino scorse tra i sassi e l'erba i resti di una piccola tazza dal fondo basso con una foglia per manico, sul cui fondo era dipinta una piccola immagine della Madonna col Bambino; il frate depose l'immagine su una giovane quercia per evitare che venisse calpestata.
Nel 1657 un mercante di Casalina di nome Christofono, fissò solidamente l'immagine alla quercia per evitare che cadesse, e vi si recò a pregare per chiedere la guarigione della moglie, gravemente ammalata. 
A guarigione ottenuta si diffuse la notizia del miracolo e venne costruita una piccolissima cappella che racchiudeva la quercia e l'immagine sacra. L'autorità ecclesiastica fu costretta ad interdirne l'accesso.
Il culto, che come risulta dagli ex-voto, riguardava in un primo periodo la “Madonna della Cerqua”, venne approvato con il nome di "Madonna del Bagno" e nel 1687 fu costruita una chiesa, dove ancora oggi vengono celebrate le liturgie.
Lo specifico titolo mariano, come si può leggere sopra l'altare, è Madre della Santa Speranza (ego Mater Santa Spei).

## Chiesa

### Esterno

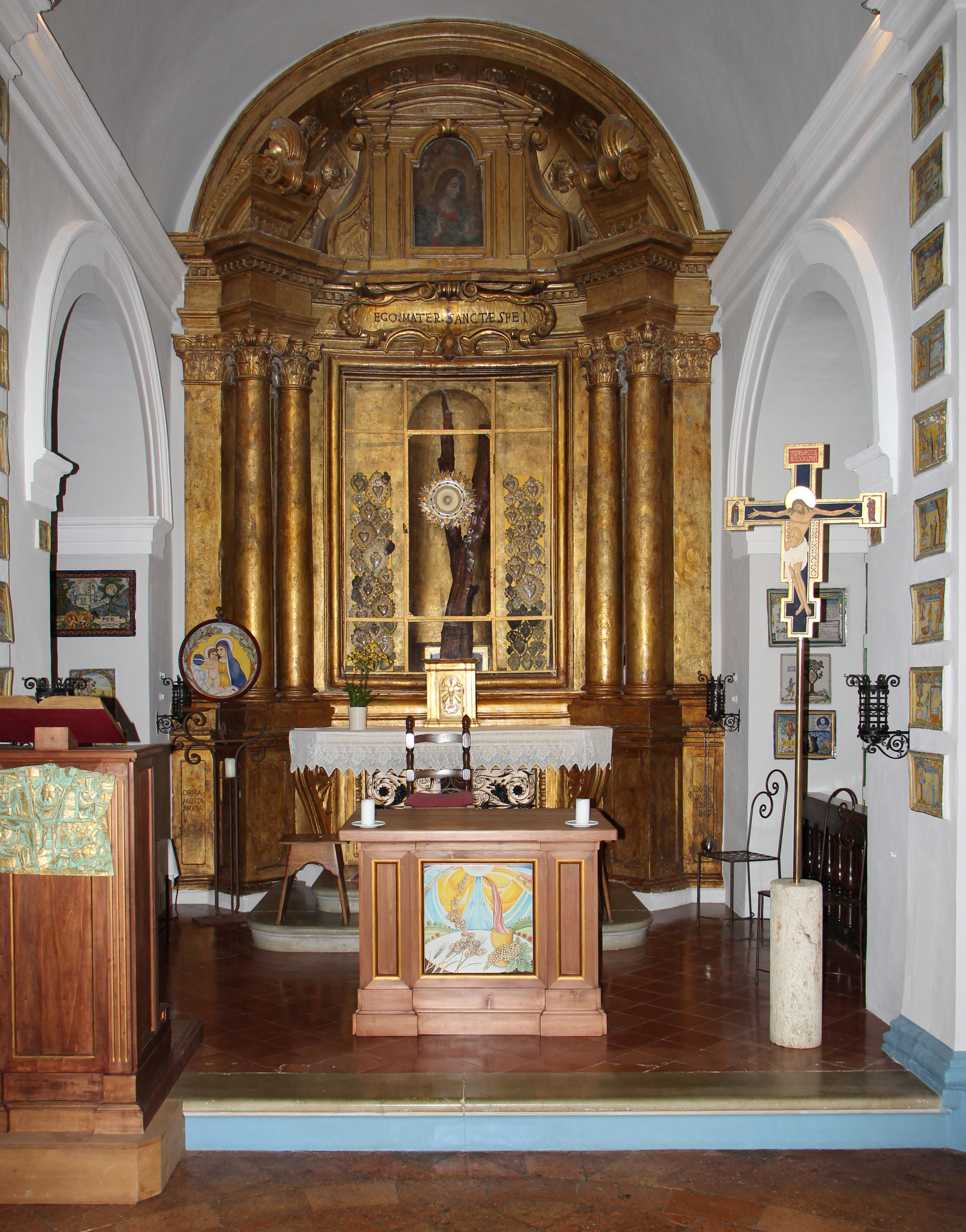
Altare Maggiore con incastonata la Quercia

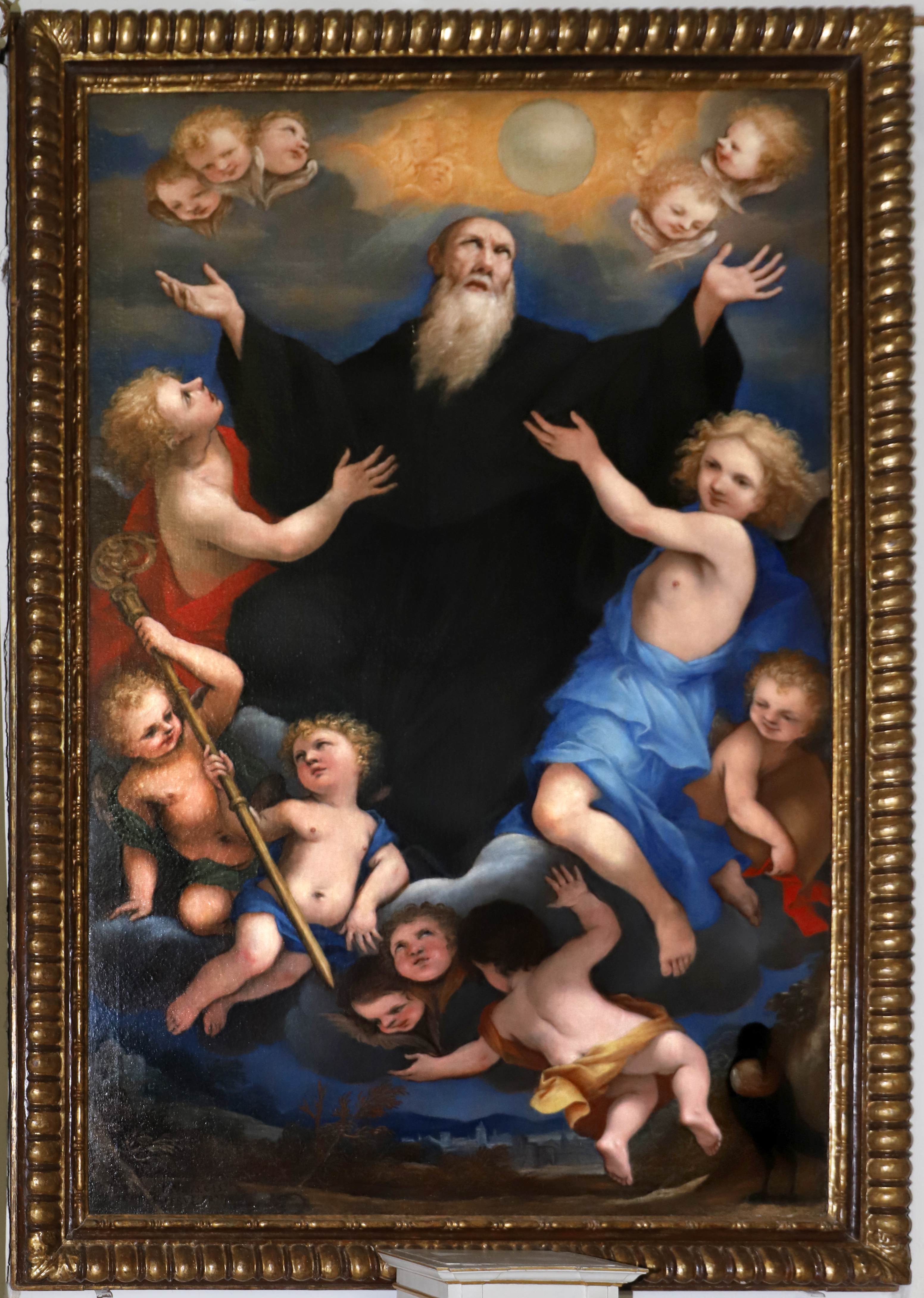
Tela di Paolo Ghismondi dell'altare di sinistra

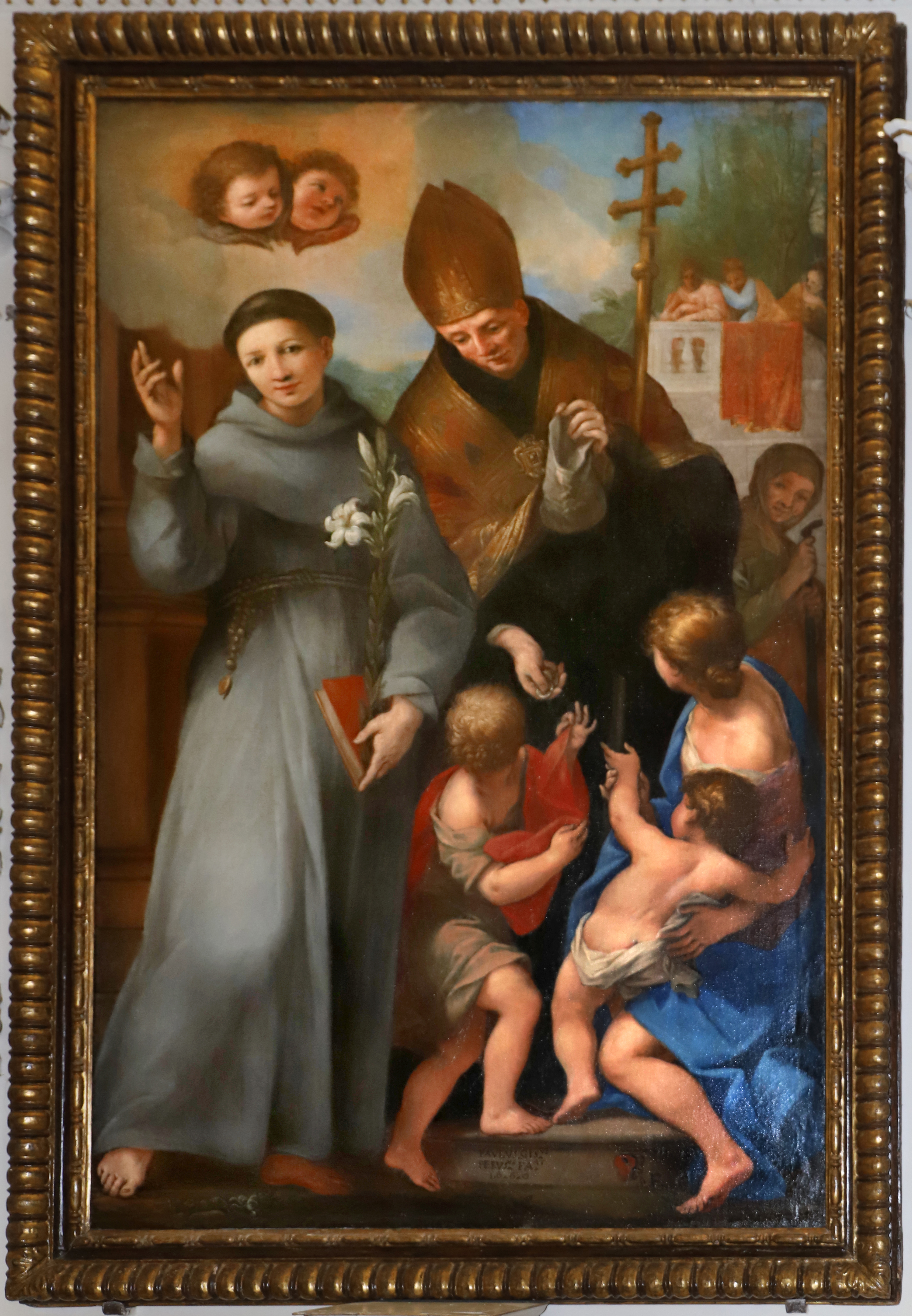
Tela di Paolo Ghismondi dell'altare di destra

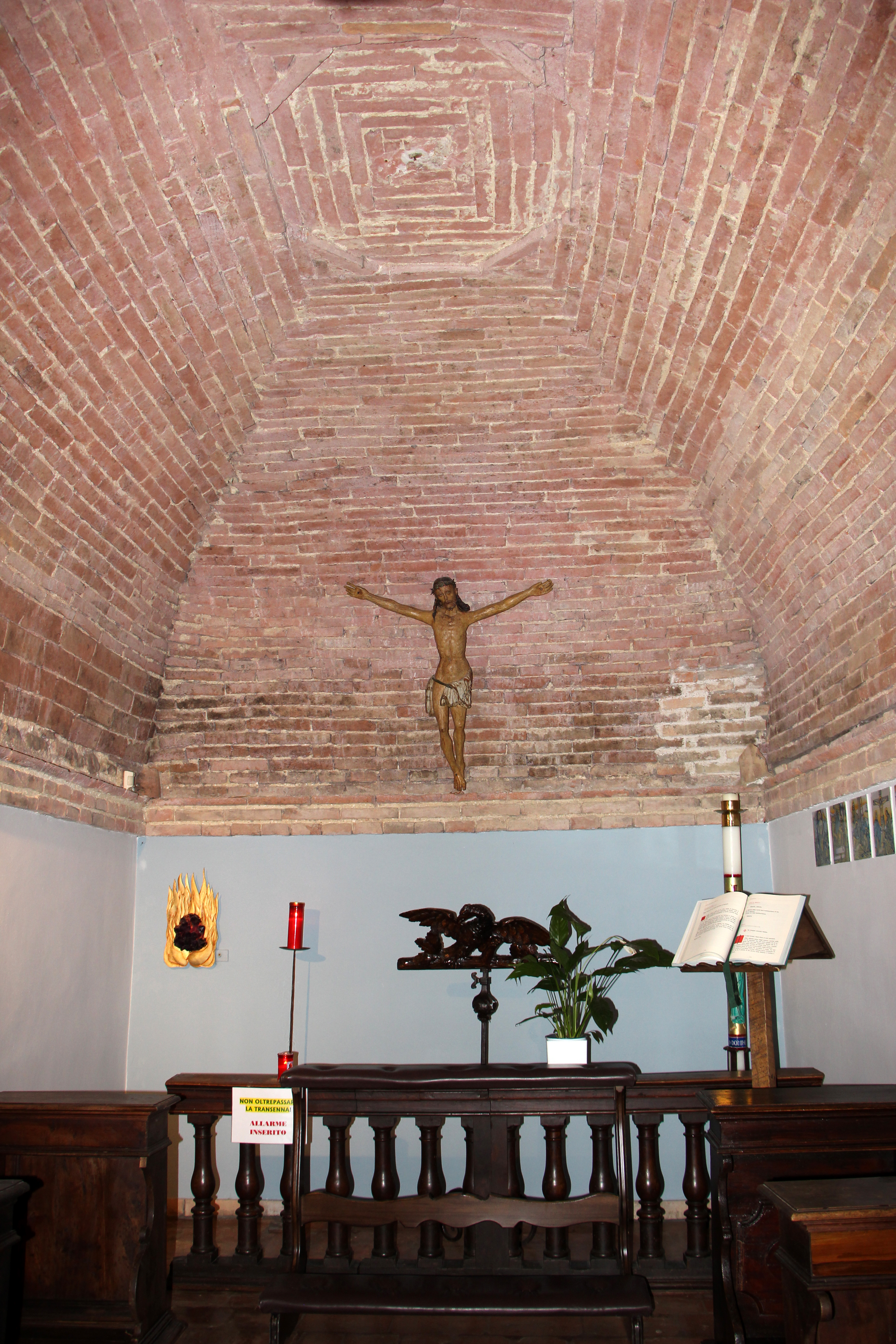
La Cappella del Crocifisso

Si tratta di una piccola, deliziosa chiesetta perfettamente inserita e perfino mimetizzata nel fondo rustico che la circonda. L'intero stabile misura 23,2 m di lunghezza e 13 m di larghezza. La chiesa attuale, completata intorno al 1687, è un ampliamento della prima cappella, costruita fra il 1657 e il 1658 per volere dell'Abbate di S.Pietro, su disegno e progetto di Don Cornelio da Perugia, priore dello stesso monastero, e del maestro muratore Ruffino da Assisi.

### Interno
La chiesa è completamente soffittata a volta. L'interno è a pianta rettangolare, a tre navate. Il corridoio dietro l'altar maggiore serviva ai fedeli per le passate. La passata consisteva nell'entrare e uscire dalla chiesa passando davanti alla Quercia che accoglie l'Immagine e recitando determinate preghiere. A ogni passata era annessa un'indulgenza.

#### L'altare maggiore
L'altare maggiore è un esempio dell'arte 
barocca. Parte in legno, parte in stucco, è interamente dorato. Sulla cimasa una tela del pittore perugino Paolo Gismondi, rappresenta Il Padre Eterno. Una bella grata in ferro battuto del 1928 funge da paliotto e lascia intravedere la base della quercia.

#### Altare laterale di sinistra
Tela del pittore perugino Paolo Gismondi: La gloria di san Benedetto.
L'iscrizione che sormonta la tela dice: LA GRAZIA DI BENEDETTO SIA CON NOI.

#### Altare laterale di destra
Paolo Gismondi:San Nicola da Bari che distribuisce il pane ai poveri e sant'Antonio da Padova.
Il pittore ha datato e firmato le tele degli altari laterali 1660. I due altari laterali, notevoli per la loro semplice eleganza, sono in stucco e dorato con fregi floreali e geometrici.

#### Cappella del Crocifisso
La suggestiva e raccolta cappella del Crocifisso è stata fino al 1980 una cantina. Il Cristo Morente (Crocifisso)
che vi campeggia è del XV sec. Il suo acquisto è stato reso possibile dalle offerte di alcune famiglie di Casalina. Sulla parete destra le quattordici stazioni della Via Crucis, più la Resurrezione sono delle piastrelle in ceramica dipinte a mano. Una piastrella sulla parete di fondo, riporta i nomi degli offerenti o di loro familiari, vivi o defunti. Sulla parete dell'altare vi è, in basso a destra, una piccola e delicata Madonna col Bambino, in alabastro bianco di Volterra, dono anch'essa di un devoto.

#### Cupola
Al centro la piccola leggiadra cupola, diametro 4 m, altezza 14 m, tutta contenuta tra la volta e il tetto, non manca di stupire l'osservatore che, dall'esterno, non ne sospetta minimamente l'esistenza. Il bel pavimento in cotto ne riproduce, in pianta, le misure.

#### La quercia
Incastonata come una pietra preziosa o una reliquia, nell'altare maggiore è conservata la Quercia su cui il merciaio Cristoforo fissò la tazza: un albero scheletrito, scorteccieto e segnato dai chiodi degli ex-voto e dai tarli.
Tale soluzione era stata pensata e voluta per salvare la giovane pianta dalla predace devozione dei fedeli i quali non facevano scrupolo di strapparle le fronde, corteccia e teneri ramoscelli. Ma il rimedio adottato provocò danni irreparabili alla pianta, provocandone la morte. La quercia è visibile anche dal corridoio dietro l'altare. Qui è conservata la mattonella in ceramica che ricorda l'episodio che ha dato origine alla devozione: la guarigione miracolosa della moglie di Cristoforo. La mattonella si spezzò tra le mani dei ladri che tentarono di rubarla nel 1980 e fu abbandonata sul posto. Restaurata essa è lì, provvidenzialmente, a ricordare la singolare grazia che è all'origine del santuario.

## Il furto del 4 e del 6 settembre 1980
In un gravissimo doppio furto, vengono asportate 201 formelle votive. Altre 40 restarono danneggiate e abbandonate dai ladri sul pavimento. Il totale isolamento del santuario incustodito ha reso possibile l'ingente bottino.
Tra il 1980 e il 1987 circa una metà degli ex-voto viene ritrovata in più riprese dai nuclei operativi della Guardia di Finanza e dei Carabinieri. Altri tentativi di furto vanno a vuoto a causa delle difese nel frattempo predisposte.

## Ex voto
All'interno del santuario si conserva, murato alle pareti, un patrimonio di circa 700 formelle votive, tutte in ceramica, che ricoprono un arco di tempo di 350 anni, da cui si possono ricostruire le vicende sociali e culturali della popolazione locale. La maggior parte delle mattonelle riporta la sigla P.G.R cioè per grazia ricevuta, mentre più raramente la sigla V.F.G.A cioè voto fatto grazia avuta.

## Cronologia
- 1643 ca. Fra Pietro Bruni, francescano, vede il terra un frammento di ceramica che reca dipinta in picciol fondo di tazza da bevere, una piccola immagine della Madonna col Bambino. Perché non abbia a essere calpestata dai viandanti, la sistema tra i rami di una giovane quercia.
- 1653 ca. Cristoforo di Filippo, merciaro di Casalina, trovando la minuscola immagine a terra, la raccoglie e, affinché non cada più la fissa fra i rami della quercia.
- Marzo 1657 Cristoforo si rivolge all'immagine chiedendo la guarigione della moglie malata e tornando a casa la trova guarita.
- 16-7-1657 Cristoforo e la moglie si recano in pellegrinaggio alla quercia appendendo il primo ex-voto.

## Galleria d'immagini

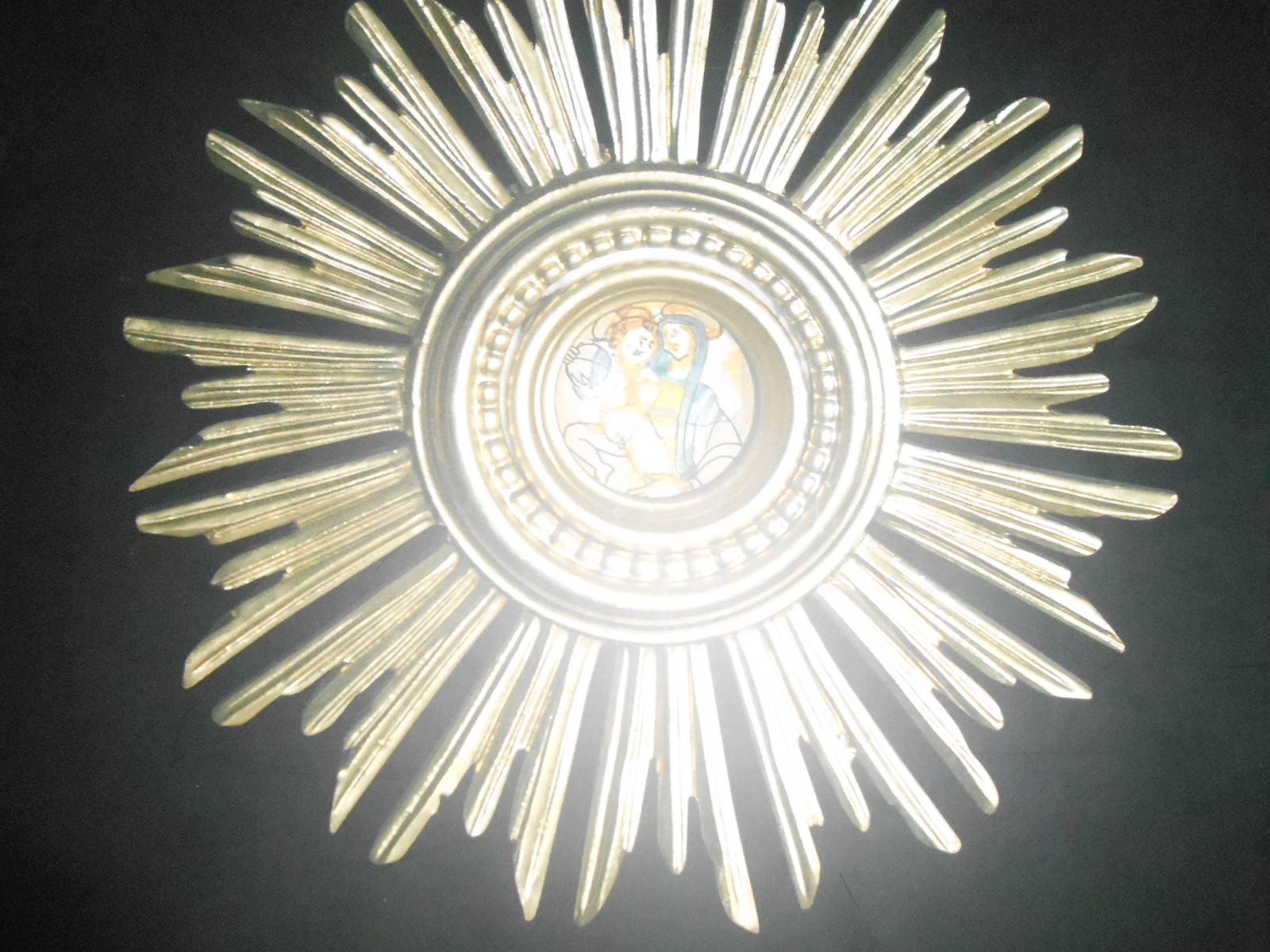
Il fondo della tazza miracoloso raffigurante la Madonna del Bagno.
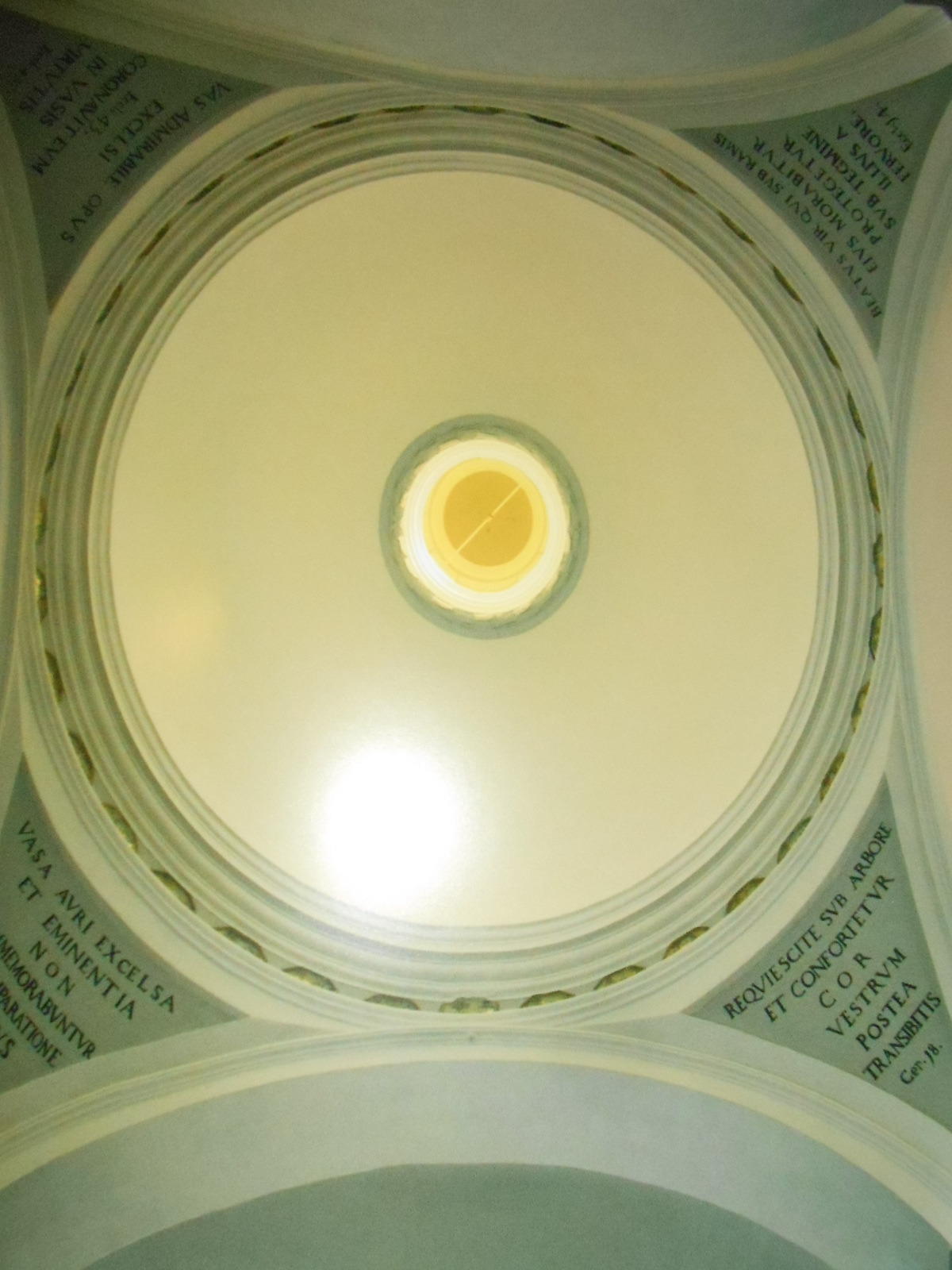
La piccola cupola del santuario
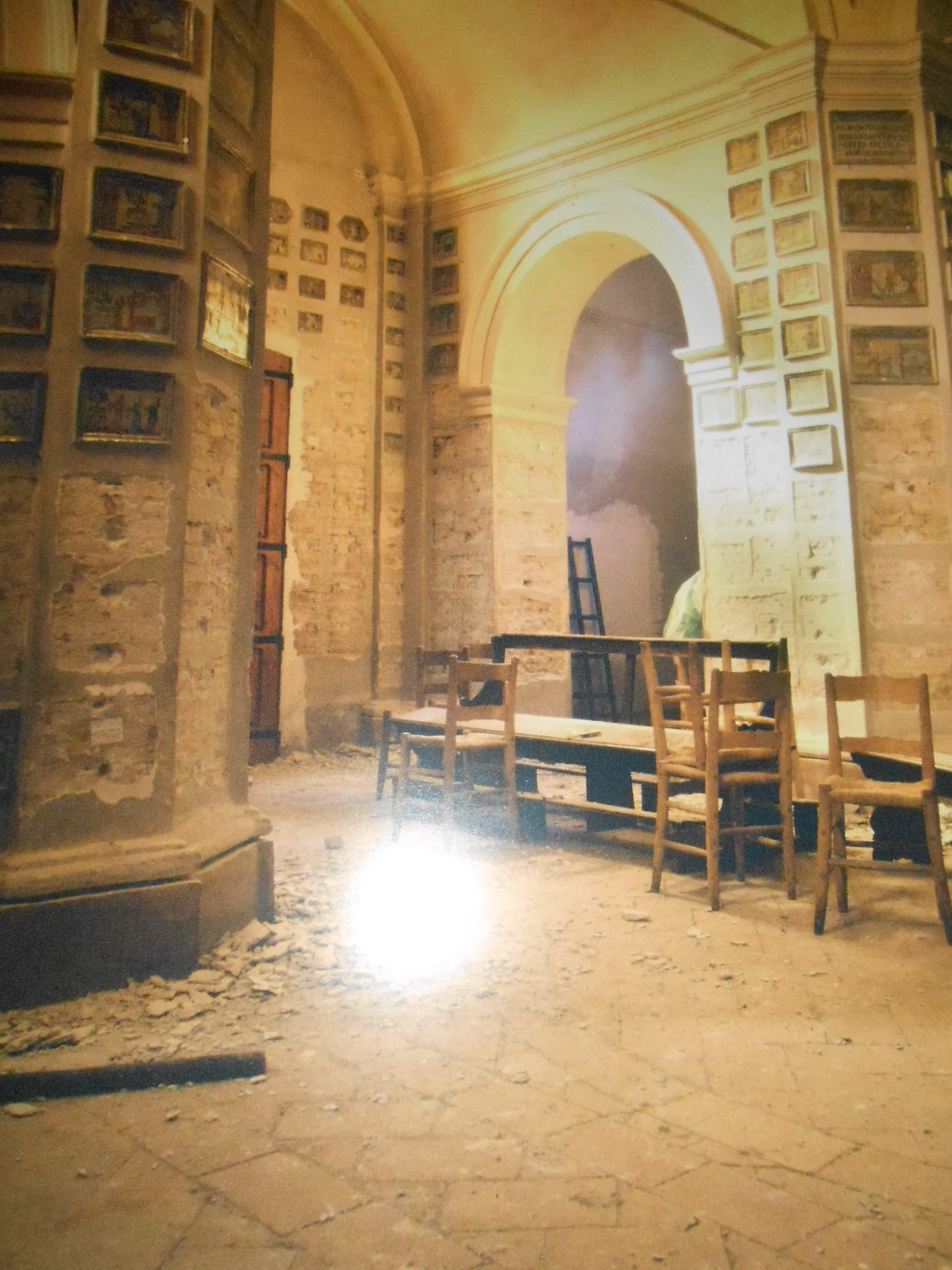
Interno della chiesa dopo il furto del 1980
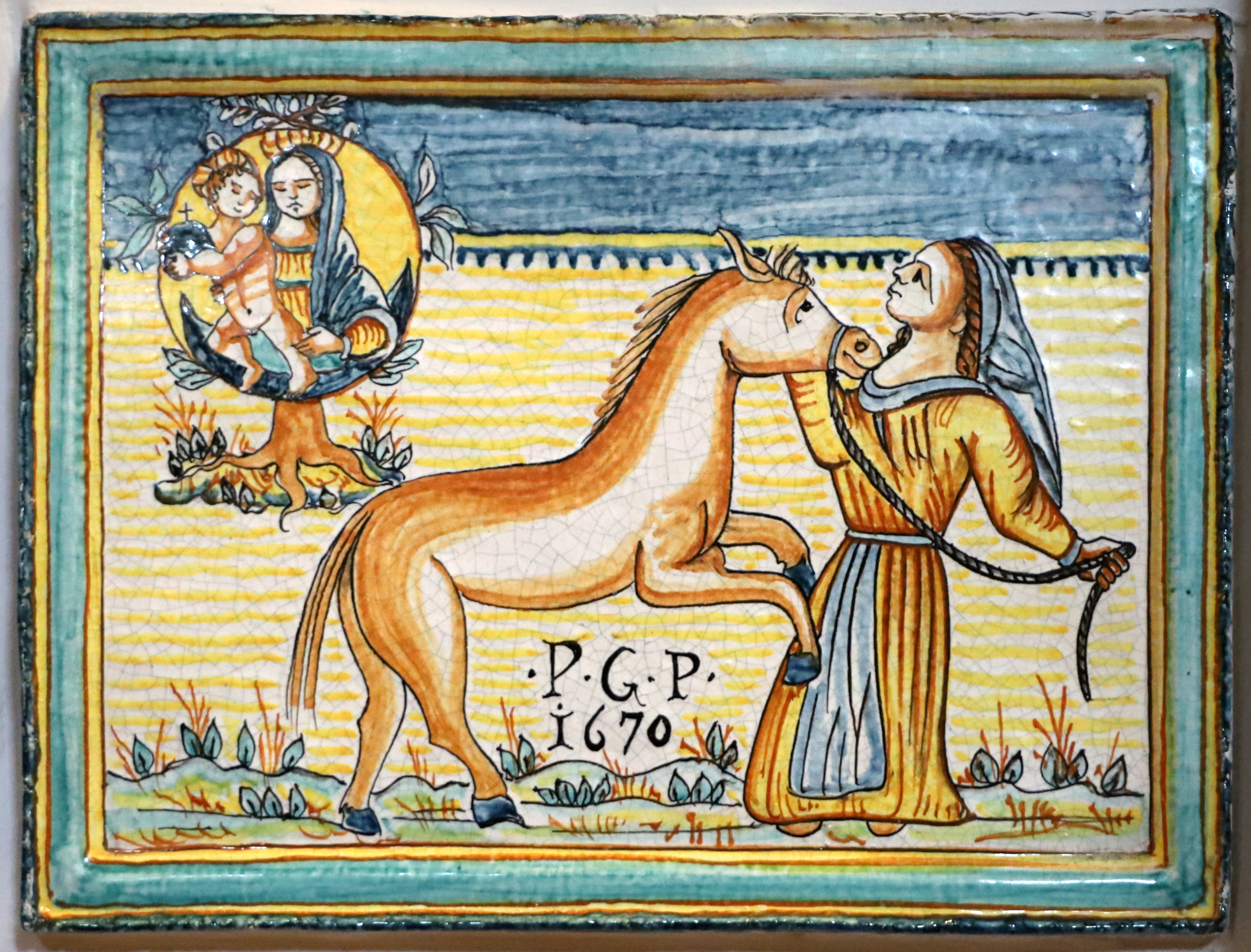
Ex-voto datato 1670
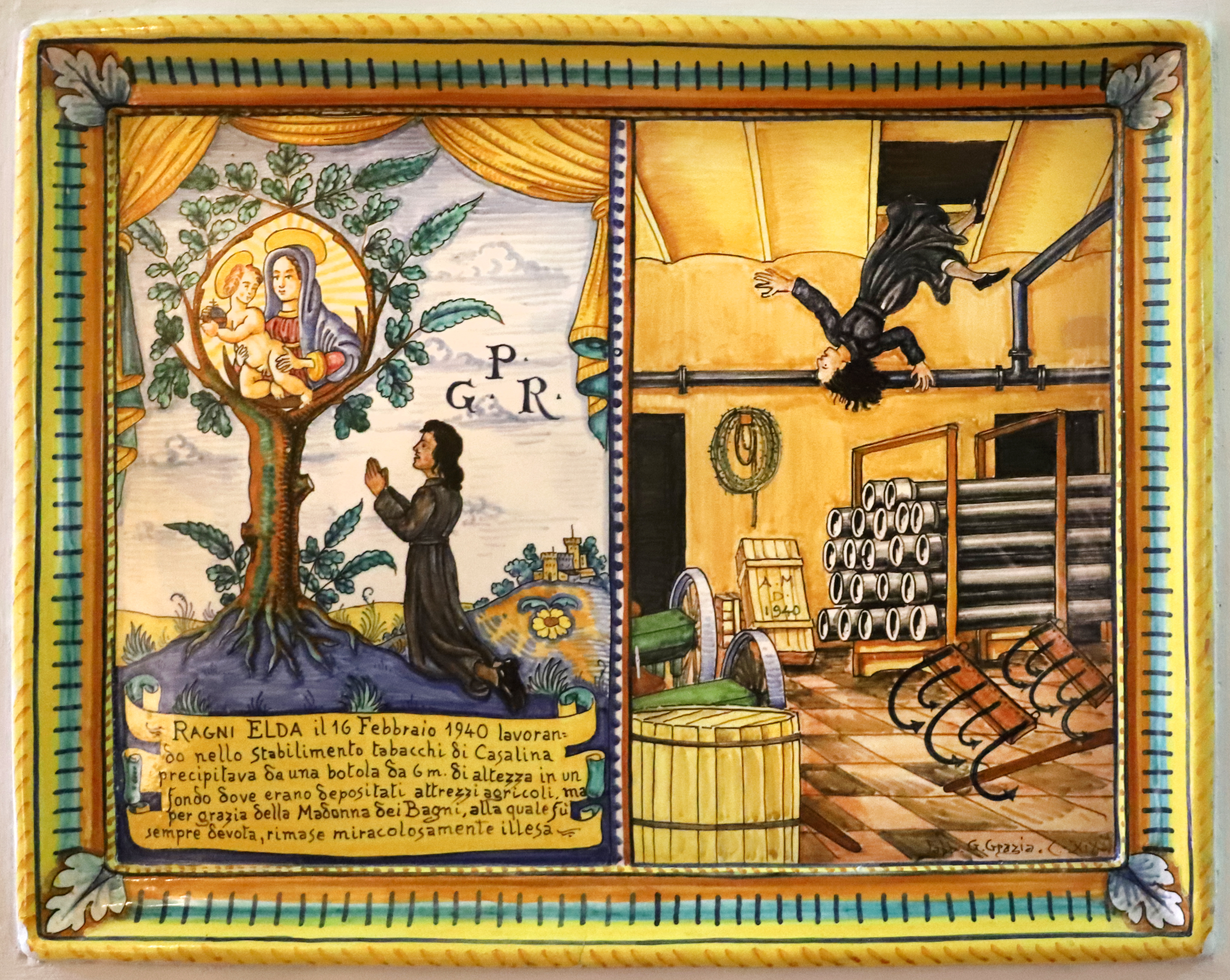
Ex-voto datato 1940